# Georges Schneider (ski alpin)
Pour les articles homonymes, voir Georges Schneider et Schneider.
Georges Schneider, né le 11 juillet 1925 aux Ponts-de-Martel à 17 km de La Chaux-de-Fonds et mort le 10 septembre 1963 à Oberrickenbach à la suite d'un accident mortel de chasse, est un skieur alpin suisse.

## Biographie
Georges Schneider exploitait, avec son frère Charles, la scierie familiale aux Ponts-de-Martel.

## Palmarès

### Jeux olympiques d'hiver
| Épreuve / Édition         | Descente | Slalom géant                     | Slalom      | Combiné                          |
| JO 1948 Saint-Moritz      | —        | Épreuve inexistante à cette date | 13e         | —                                |
| JO 1952 Oslo              | 9e       | 5e                               | Disqualifié | Épreuve inexistante à cette date |
| JO 1956 Cortina d'Ampezzo | —        | 17e                              | 5e          | Épreuve inexistante à cette date |
| JO 1960 Squaw Valley      | —        | —                                | 31e         | Épreuve inexistante à cette date |

### Championnats du monde
| Épreuve / Édition         | Descente | Slalom géant                     | Slalom      | Combiné                          |
| JO 1948 Saint-Moritz      | —        | Épreuve inexistante à cette date | 13e         | —                                |
| Mondiaux 1950 Aspen       | 16e      | 5e                               | Or          | Épreuve inexistante à cette date |
| JO 1952 Oslo              | 9e       | 5e                               | Disqualifié | Épreuve inexistante à cette date |
| Mondiaux 1954 Åre         | 7e       | 6e                               | Disqualifié | —                                |
| JO 1956 Cortina d'Ampezzo | —        | 17e                              | 5e          | Épreuve inexistante à cette date |
| Mondiaux 1958 Bad Gastein | —        | —                                | 14e         | —                                |
| JO 1960 Squaw Valley      | —        | —                                | 31e         | Épreuve inexistante à cette date |

### Arlberg-Kandahar
- Vainqueur du slalom 1949 à Sankt Anton